# Episodi de L'ispettore Barnaby (seconda stagione)
La seconda stagione del telefilm L'ispettore Barnaby è andata in onda Regno Unito dal 20 gennaio al 19 settembre 1999 sul network ITV.
| nº | Titolo originale  | Titolo italiano              | Prima TV UK       | Prima TV Italia |
| -- | ----------------- | ---------------------------- | ----------------- | --------------- |
| 1  | Death's Shadow    | L'ombra della morte          | 20 gennaio 1999   |                 |
| 2  | Strangler's Wood  | Il bosco dello strangolatore | 27 gennaio 1999   |                 |
| 3  | Dead Man's Eleven | Una partita con la vita      | 12 settembre 1999 |                 |
| 4  | Blood Will Out    | Debito di sangue             | 19 settembre 1999 |                 |

## L'ombra della morte
- Titolo originale: Death's Shadow
- Diretto da: Jeremy Silberston
- Scritto da: Anthony Horowitz

Mentre la signora Barnaby organizza per il loro venticinquesimo anniversario di matrimonio il rinnovo delle promesse, sperando che nessuno interrompa quel magico giorno, la coppia sceglie la chiesa di St. Michaels, in Badger's Drift. Ma il cadavere di un costruttore del luogo Richard Bayly viene trovato decapitato nella sua casa. Cercando di non far preoccupare la moglie, Barnaby indaga con il sergente Troy.

## Il bosco dello strangolatore
- Titolo originale: Strangler's Wood
- Diretto da: Jeremy Silberston
- Scritto da: Anthony Horowitz

Il corpo di una giovane donna viene trovata senza vita nel bosco di Raven. È l'attrice brasiliana Carla Constanza. Le indagini dell'ispettore Barnaby e del sergente Troy rivelano che un delitto analogo era già stato commesso nove anni prima, su tre giovani donne. Il caso, sul quale aveva lavorato il poliziotto George Meakham, ormai in pensione, era stato chiuso senza un colpevole. Solo coincidenze oppure l'assassino è tornato a colpire di nuovo?

## Una partita con la vita
- Titolo originale: Dead Man's Eleven
- Diretto da: Jeremy Silberston
- Scritto da: Anthony Horowitz

La squadra della cittadina di Fletchers Cross si prepara all'annuale sfida di cricket contro la vicina Midsomer Worthy. C'è grande attesa per l'evento. Alla vigilia dell'incontro la moglie di Robert Cavendish, capitano del Fletchers Cross, scompare senza lasciare traccia, e si pensa al peggio. Barnaby e il sergente Troy pensano sia meglio indagare più da vicino, perciò quest'ultimo entra in incognito nella squadra di cricket del suo villaggio. Scoprendo segreti e bugie.

## Debito di sangue
- Titolo originale: Blood Will Out
- Diretto da: Moira Armstrong
- Scritto da: Douglas Watkinson

L'arrivo di alcuni girovaghi mette in subbuglio la cittadina di Martyr Warren, facendo riaffiorare vecchi rancori. Hector Bridges, un magistrato locale, è infuriato quando una delle sue oche viene rubata, Barnaby pensa che sia solo un dispetto ma cambia idea quando proprio Bridges viene ucciso con il suo stesso fucile.